# 竜王郵便局 (山梨県)
竜王郵便局（りゅうおうゆうびんきょく）は、山梨県甲斐市名取にある郵便局。民営化前の分類では集配普通郵便局であった。

## 概要
住所：〒400-0199 山梨県甲斐市名取12-1

### 併設施設
- かつて、かんぽ生命保険山梨支店が併設されていたが、2013年2月25日に甲府支店として甲府市丸の内に移転した[1]。

## 沿革
- 1874年（明治7年）7月1日 - 龍王郵便取扱所として開設[2]。
- 1875年（明治8年）1月1日 - 龍王郵便局（五等）となる。
- 1885年（明治18年）12月1日 - 貯金取扱を開始。
- 1890年（明治23年）8月1日 - 為替取扱を開始。
- 1897年（明治30年）3月1日 - 龍王郵便電信局となる。
- 1903年（明治36年）4月1日 - 通信官署官制の施行に伴い龍王郵便局となる。
- 19xx年 - 竜王郵便局に改称。
- 1967年（昭和42年）3月31日 - 和文電報配達業務を甲府電報電話局に移管[3]。
- 1976年（昭和51年）3月29日 - 竜王町富竹新田字北裏から同町名取に移転。
- 1981年（昭和56年）9月1日 - 特定郵便局から普通郵便局に局種別改定。
- 1999年（平成11年） - 外国通貨の両替および旅行小切手の売買に関する業務取扱を開始。
- 2007年（平成19年）2月26日 - 昇仙峡郵便局および吉沢郵便局から集配業務の一部[4]を移管[5]。
- 2007年（平成19年）3月26日 - 双葉郵便局から集配業務の一部[6]を移管。
- 2007年（平成19年）10月1日 - 民営化に伴い、併設された郵便事業竜王支店、かんぽ生命保険山梨支店に一部業務を移管。
- 2012年（平成24年）10月1日 - 日本郵便株式会社発足に伴い、郵便事業竜王支店を竜王郵便局に統合。
- 2013年（平成25年）2月25日 - 併設のかんぽ生命保険山梨支店が、甲府支店として甲府市丸の内に移転[1]。

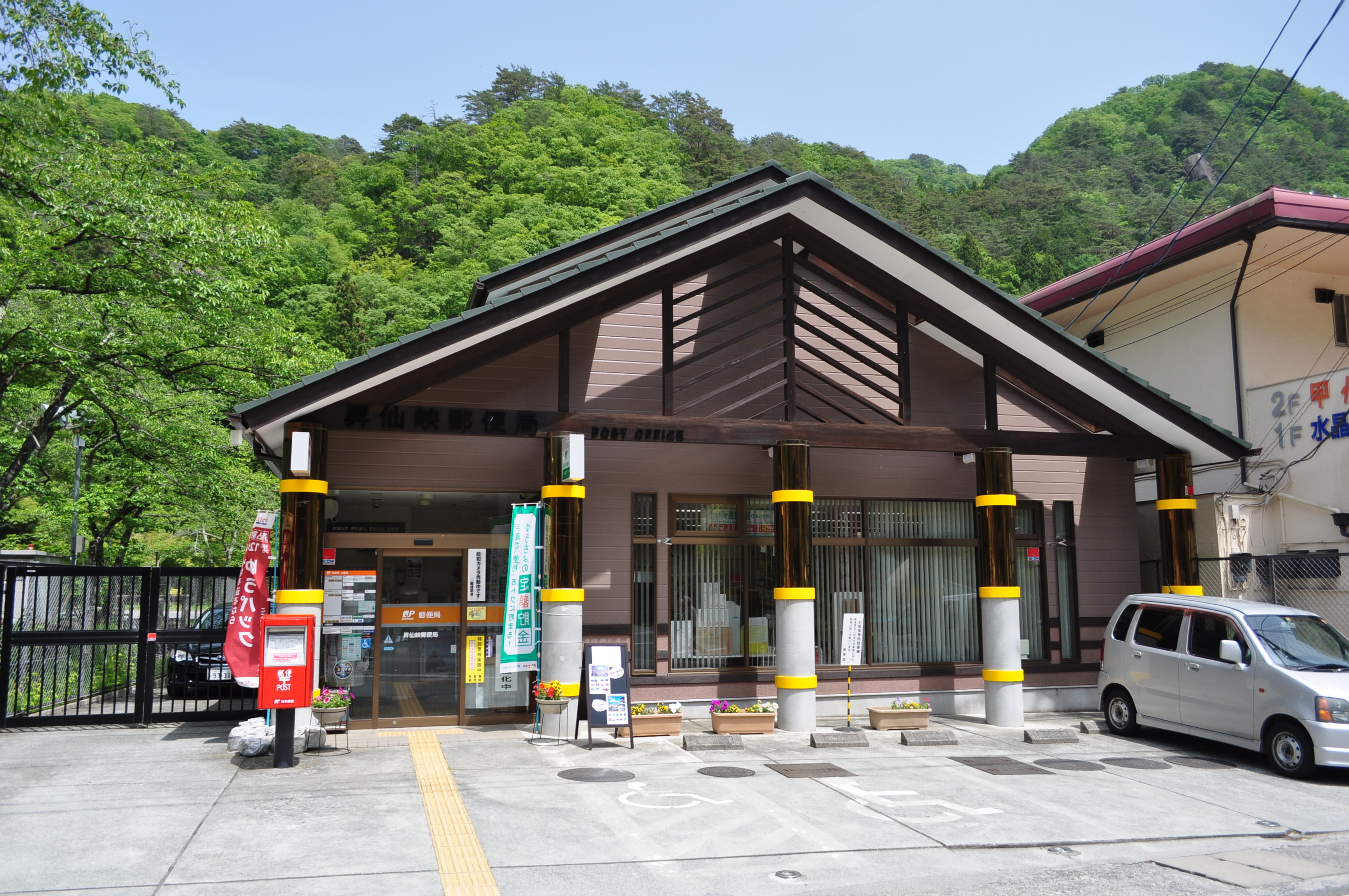
昇仙峡郵便局（2018年5月16日撮影）

## 取扱内容

### 竜王郵便局
- 郵便、印紙、ゆうパック、内容証明
- 貯金、為替、振替、振込、国際送金、国債、投資信託
- 生命保険、バイク自賠責保険、自動車保険、変額年金保険
- ゆうちょ銀行ATM
- 「400-01xx」「400-11xx」区域（甲斐市（旧中巨摩郡竜王町域の全域、旧中巨摩郡敷島町域の一部））の集配業務
- ゆうゆう窓口

## 周辺
- 甲斐市役所
- 甲府西消防署
- 国道20号

## アクセス
- JR中央本線 竜王駅から徒歩約6分
- 山梨交通バス 竜王新町停留所下車
- 中央自動車道 甲府昭和ICから北西に約3.5km
- 国道52号沿い
- 駐車場あり：23台